# Cæso Quinctius
Caeso (aussi Kaeso) Quinctius (francisé en « Céson Quinctius ») est un homme politique et patricien romain du Ve siècle av. J.-C.

## Famille
| |  |  |
| Cincinnatus et Racilla, parents de Kaeso Quinctius, sur des gravures du XVIe siècle, Promptuarii Iconum Insigniorum. |  |  |

Il est membre des Quinctii Cincinnati, branche de la gens patricienne des Quinctii. Il est le fils de Lucius Quinctius Cincinnatus, consul en 460 av. J.-C. et dictateur à deux reprises en 458 et en 439 av. J.-C. et de Racilla. Il a trois frères, dont deux sont connus : Lucius Quinctius Cincinnatus, tribun militaire à pouvoir consulaire en 438 av. J.-C., maître de cavalerie en 437 av. J.-C. sous les ordres du dictateur Mamercus Aemilius Mamercinus puis de nouveau tribun militaire à pouvoir consulaire en 425 et 420 av. J.-C., et Titus Quinctius Poenus Cincinnatus, consul en 431 et 428 av. J.-C. puis tribun consulaire en 426 av. J.-C.

## Biographie

### Opposant à la cause plébéienne
Selon Tite-Live, Kaeso Quinctius est renommé pour l'éloquence dont il fait preuve quand il prend la parole sur le Forum. Les auteurs antiques le décrivent comme confiant, d'allure intimidante et fier de la lignée et de son héritage patricien. Il est un des plus virulents ennemis de la cause plébéienne et s'oppose fermement à l'élargissement de leurs droits politiques. D'après les récits antiques, il mène un groupe de jeunes patriciens qui tente par tous les moyens d'empêcher que les délibérations des tribuns de la plèbe sur le Forum aboutissent à une décision légale. Cette organisation de la iuventus patricienne en petits groupes violents est une tactique visant à intimider les chefs plébéiens et à décourager les tribuns de présenter leurs projets de loi, soutenue par les patriciens les plus importants, ce qui lui assure une certaine impunité.

### Procès et exil (461)

#### Le procès
Selon la tradition
En 461 av. J.-C., Kaeso Quinctius est devenu un obstacle au passage de la lex Terentilia et les tribuns de la plèbe cherchent à se débarrasser de lui par des moyens légaux. Le témoignage de l'un d'eux, Marcus Volscius Fictor, permet à son collègue Aulus Verginius (ca) d'intenter un procès à Kaeso Quinctius,. Ce dernier est gardé à vue pendant la procédure, alors que sa famille et les anciens consuls Titus Quinctius Capitolinus et Lucius Lucretius Tricipitinus essayent de le faire acquitter, invoquant son manque de maturité, ses exploits militaires malgré sa jeunesse et le prestige de la gens Quinctia dont il a hérité. Le procès de Kaeso est la première conséquence des tensions entre patriciens et plébéiens provoquées par la rogatio Terentilia.
Le témoignage de Fictor est accablant. Il rapporte un fait qui s'est déroulé quelques années auparavant mais dont les autorités n'ont jamais voulu tenir compte. Fictor affirme que Kaeso Quinctius et un groupe de jeunes patriciens l'ont agressé alors qu'il était accompagné de son frère, âgé et malade. Selon Fictor, son frère, mort peu après, est décédé à la suite des blessures reçues lors de l'altercation. Fictor livre son témoignage devant la foule lors du procès. Il s'en faut de peu pour que Kaeso Quinctius ne soit lynché.

« « [...] peu après la cessation de la peste, il [Fictor] avait rencontré une troupe de jeunes gens qui infestaient le quartier de Subure. Une rixe s'était alors engagée et son frère aîné, encore affaibli des suites de la maladie, atteint par Céson d'un coup de poing, était tombé sans connaissance. On l'avait porté à bras jusque chez lui et il le croyait mort des suites de ce coup. Il ne lui avait pas été permis, sous les consuls des années précédentes, de poursuivre cette horrible affaire ». Aux clameurs de Volscius, les esprits s'enflammèrent à tel point qu'il s'en fallut peu que Céson ne pérît victime de la fureur du peuple. »

— Tite-Live, Histoire romaine, III, 13, 2-3
Malgré l'accusation de meurtre, Kaeso  est relâché sous caution. La virulence dont fait preuve Kaeso Quinctius est bien connue  du peuple à cette époque qui le tient pour responsable, directement ou non, de plusieurs actes de violence commis par de jeunes patriciens. Anticipant une condamnation devenue inévitable, Kaeso s'exile de lui-même chez les Étrusques. Il est condamné à mort par contumace et son père doit honorer l'engagement des dix citoyens qui se sont portés caution, à hauteur de 30 000 livres de bronze, en vendant la plus grande partie de ses terres,.
Analyse moderne
Selon les annalistes antiques, le procès de Kaeso Quinctius est intenté et mené par les tribuns de la plèbe. Or pour les deux premiers siècles de la République romaine, ce genre de procès politique est aujourd'hui considéré comme une falsification des auteurs antiques destinée à illustrer la lutte entre le patriciat et la plèbe ou une particularité du droit romain comme ici la procédure de vadimonium (l'engagement pris en versant une caution et les conséquences pour les emprunteurs). Les tribunaux plébéiens n'existent pas encore et il faut attendre le IIIe siècle av. J.-C. pour que les patriciens finissent par reconnaître la souveraineté populaire en matière de justice avec par exemple les premières lois de provocatione qui instituent un droit d'appel. Le personnage de Marcus Volscius Fictor pourrait de plus être fictif, inventé pour l'occasion comme le laissent penser son nomen et son cognomen, inconnus par ailleurs. Tel qu'il est présenté dans le récit traditionnel, le procès de Kaeso Quinctius est donc très improbable.

#### L'exil
Après son départ, Kaeso devient rapidement une légende, source de rumeurs diverses et plus ou moins fondées. Quelques-uns racontent qu'il se cache dans Rome en attendant de pouvoir se venger de ses accusateurs, d'autres l'auraient vu rejoindre une armée de Volsques et d'Èques coalisés dont il aurait pris le commandement. Selon Aurelius Victor, c'est son père Cincinnatus lui-même qui aurait « chassé de sa famille son fils Céson, à cause de la violence de son caractère ; ce jeune homme, également noté par les censeurs, se réfugia chez les Volsques et les Sabins, qui, sous les ordres de Claelius Gracchus, faisaient la guerre aux Romains ». Kaeso aurait aussi pu rejoindre les troupes commandées par Appius Herdonius qui se sont emparées du Capitole l'année suivante, en 460 av. J.-C.

## Conséquences du procès

### Retrait politique de son père
À la suite de cette affaire, ruiné par l'amende qu'il a dû verser, Cincinnatus, père de Kaeso, se retire de la vie politique et cultive une petite ferme de quatre jugères de terre qu'il lui reste dans l'ager Vaticanus, sur la rive droite du Tibre,,. Cet appauvrissement extrême, à l'origine de la réputation d'humilité et de vertu de Cincinnatus, paraît peu probable étant donné qu'il est patricien et chef d'une famille qui doit avoir de nombreux clients. Or, selon les règles de la clientèle, les clients ont dû participer au paiement de l'amende. La pauvreté dans laquelle tombe Cincinnatus d'après le récit antique paraît donc très exagérée et ne l'empêche pas de servir plus tard Rome par deux fois comme dictateur.

### Condamnation de Fictor (457)
En 459 av. J.-C., les questeurs Aulus Cornelius et Quintus Servilius Priscus tentent de poursuivre Fictor pour faux témoignage lors du procès de Kaeso Quinctius. Les poursuites contre Fictor sont reprises par les questeurs de 458 av. J.-C., Marcus Valerius Maximus Lactuca et Titus Quinctius Capitolinus Barbatus. Il aurait été contraint à l'exil par le dictateur Lucius Quinctius Cincinnatus. Mais selon cette version, Fictor ne peut plus être tribun de la plèbe cette année-là, ni la suivante,, or il aurait été réélu tribun de la plèbe, sans discontinuité, entre 461 et 457 av. J.-C.

### Auteurs antiques
- Tite-Live, Histoire romaine, Livre III, 11-14 sur le site de l'Université de Louvain

### Auteurs modernes
- (en) T. Robert S. Broughton, The Magistrates of the Roman Republic : Volume I, 509 B.C. - 100 B.C., New York, The American Philological Association, coll. « Philological Monographs, number XV, volume I », 1951, 578 p.
- (fr) Dominique Briquel, « La nuit du Ve siècle », dans François Hinard (dir.), Histoire romaine. Tome I, Des origines à Auguste, 2000, 1080 p. (ISBN 978-2-213-03194-1), p. 163-202
- (fr) Jean Gagé, « La rogatio Terentilia et le problème des cadres militaires plébéiens dans la première moitié du Ve siècle av. J.-C. », Revue historique, Presses universitaires de France, vol. 260,‎ 1978, p. 289-311
- (en) Michael J. Hillyard, Cincinnatus and the Citizen-Servant Ideal : The Roman Legend's Life, Times, and Legacy, Xlibris Corporation, 2001
- (fr) Janine Cels-Saint-Hilaire, La République des tribus : Du droit de vote et de ses enjeux aux débuts de la République romaine (495-300 av. J.-C.), Toulouse, Presses universitaires du Mirail, coll. « Tempus », 1995, 381 p. (ISBN 2-85816-262-X, lire en ligne)
- (en) W. Lintott, « The tradition of violence in the Annals of the early Rome », Historia, no 14,‎ 1970
- (fr) J.P. Néraudau, La jeunesse dans la littérature et les institutions de la Rome républicaine, 1978
- (fr) André Magdelain, « De la coercition capitale du magistrat supérieur au tribunal du peuple », Jus imperium auctoritas. Études de droit romain, Rome, École Française de Rome,‎ 1990, p. 539-565 (lire en ligne)
- (pt) Moisés Antiqueira, « O Julgamento de Cesão Quìncio : uma leitura de Tito Lìvio (3.13.6-10) », Història : Questões & Debates, Curitiba, UFPR, no 60,‎ janvier/juin 2014, p. 191-204